# Sainte-Brigide-d'Iberville
Sainte-Brigide-d’Iberville, antaño conocido como South West River, Murray’s Cornor y Sainte-Brigide-de-Monnoir, es un municipio de la provincia de Quebec en Canadá. Es uno de los municipios pertenecientes al municipio regional de condado de Le Haut-Richelieu, en la región de Montérégie-Est en Montérégie.

## Geografía

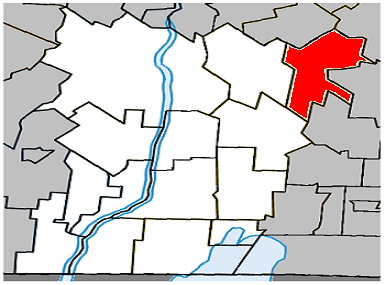
Ubicación de Sainte-Brigide-d’Iberville en el MRC de Le Haut-Richelieu

El territorio de Sainte-Brigide-d’Iberville está ubicado entre Saint-Césaire al noreste, Farnham al este, Sainte-Sabine al sureste, Saint-Alexandre al suroeste, Mont-Saint-Grégoire al oeste así como Sainte-Angèle-de-Monnoir al noroeste. Está ubicado 15 kilómetros al este de Saint-Jean-sur-Richelieu, la sede del MRC, y al noreste de la ciudad de Farnham. Su superficie total es de 70,69 km² cuyos 70,62 km² son tierra firme. Sainte-Brigide-d’Iberville está ubicado en la planicie de San Lorenzo.

## Historia

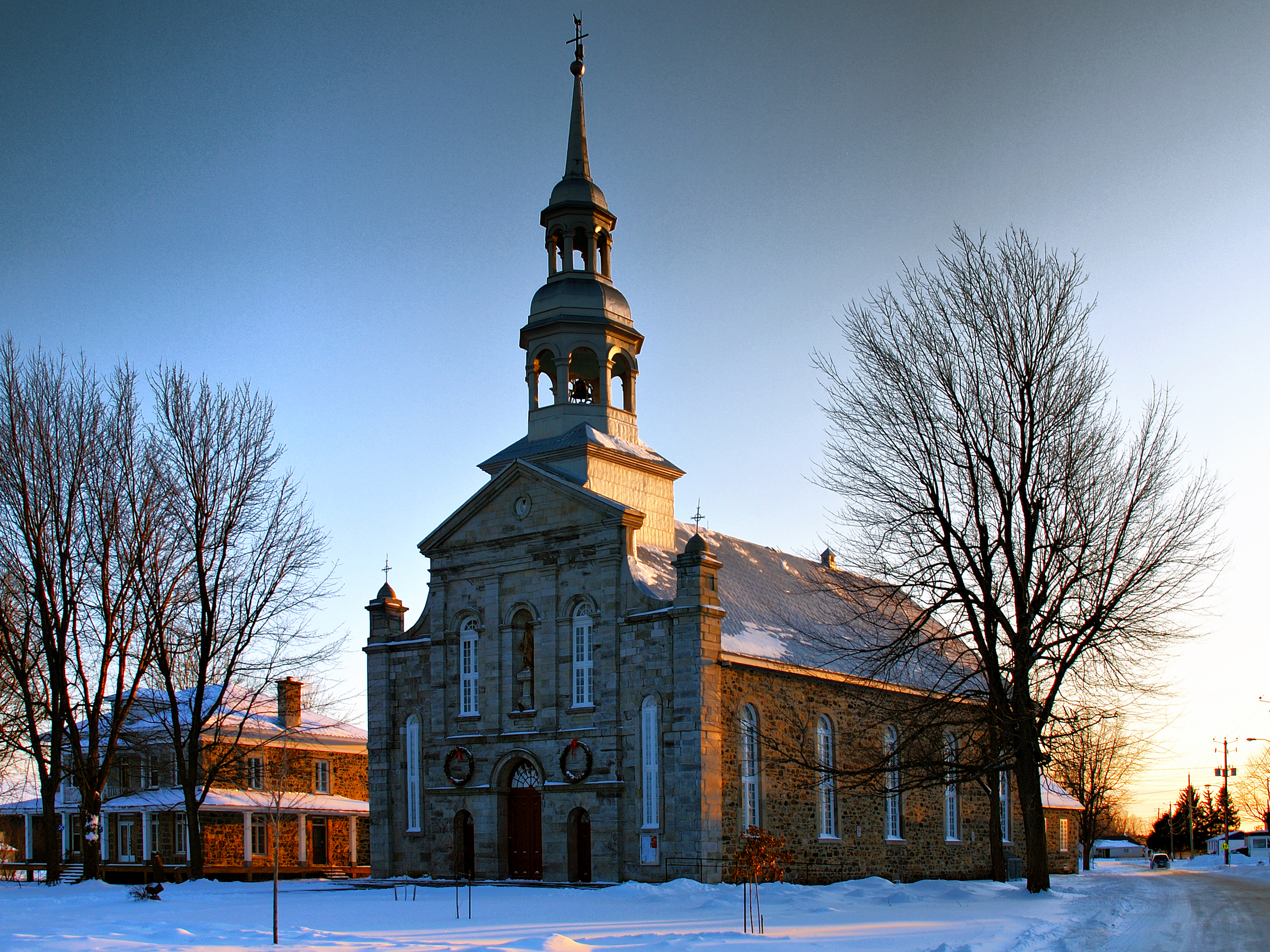
Iglesia Sainte-Brigide

En 1708, el gobernador de Nueva Francia concedó el Señorío de Monnoir a Claude de Ramezay. La parroquia católica de Sainte-Brigide fue fundada en 1842 por desatadura del territorio de Sainte-Marie-de-Monnoir, y creada oficialmente en 1846. El municipio creado en 1855 se llamaba Sainte-Brigide-de-Monnoir. El nombre Brigide recuerda Brígida de Irlanda, honrando la comunidad irlandesa que se ha establecido en la localidad en su debut. La oficina de correos, obierto en 1845 sobre el nombre de Sainte-Brigide, fue renombrado Sainte-Brigide-d’Iberville en 1891, del nombre del condado de Iberville, honrando Pierre Le Moyne d’Iberville, militar de Nueva Francia. En 1956, el municipio cambió su topónimo para el de Sainte-Brigide-d’Iberville.

## Política
El alcalde actual (2015) es Mario Van Rossum. El consejo municipal es compuesto de seis consejeros sin división territorial.
|            | 2005-2009                                                                                                | 2009-2013                                                                                        | 2013-2017                                                                                  |
| Alcalde    | Patrick Bonvouloir                                                                                       | Patrick Bonvouloir                                                                               | Mario Van Rossum                                                                           |
| Consejeros | André Côté Jean-Philippe Cuénoud Claire Gagnon-Delorme Claude Neveu Stéphane Surprenant Mario Van Rossum | André Côté Gaétan Coutu Jean-Philippe Cuénoud Claire Gagnon-Delorme Claude Neveu Diane Thériault | Philippe Aeschlimann Daniel Bonneau André Côté Gaétan Coutu Carole Laroche Diane Thériault |

* Consejero al inicio del termo pero no al fin.  ** Consejero al fin del termo pero no al inicio.
El municipio está incluso en las circunscripciones electorales de Iberville a nivel provincial y de Saint-Jean a nivel federal.

## Demografía
Según el censo de Canadá de 2011, había 1331 habitantes (gentilicio Brigidien, ne (en francés)) en este municipio con una densidad de población de 18,7 hab./km². Los datos del censo mostraron que de las 1223 personas censadas en 2006, en 2011 hubo un aumento de 108 habitantes (8,8 %). El número total de inmuebles particulares resultó de 522. El número total de viviendas particulares que se encontraban ocupadas por residentes habituales era de 510.
Evolución de la población total, 1991-2014